# Symfonieorkest van Brazilië
Het Symfonieorkest van Brazilië (Portugees: Orquestra Sinfônica Brasileira (Orquesta Sinfónica Brasileña) (OSB)) is een Braziliaans symfonieorkest, gevestigd te Rio de Janeiro.
Dit orkest werd op 11 juli 1940 opgericht met een inaugurele concert ter ere van de componist Carlos Gomes.
Sinds 2009 is concertzaal Cidade das Artes de thuisbasis, deze staat in de wijk Barra da Tijuca.

## Dirigenten
Chef-dirigenten
- 1940-1948 Eugen Szenkar
- 1949-1951 Lamberto Baldi
- 1952-1957 Eleazar de Carvalho
- 1960-1962 Eleazar de Carvalho
- 1963-1965 Alceo Bocchino
- 1966-1969 Eleazar de Carvalho
- 1969-1994 Isaac Karabtchevsky
- 1995-1997 Roberto Tibiriçá
- 1998-2004 Yeruham Scharovsky
- 2005-heden Roberto Minczuk